# Почесна відзнака «Хрест Святого Миколая»
Почесна відзнака «Хрест Святого Миколая» — почесна відзнака Миколаївської обласної ради для працівників правоохоронних органів, військовослужбовців сил цивільної оборони, волонтерів та інших осіб за особисту мужність, самовідданість та героїзм, пов'язаних із ризиком для життя, за особливі заслуги у справі захисту населення і територій від надзвичайних ситуацій, а також за видатні заслуги у військовій, державній, громадській та інших сферах суспільної діяльності області або держави.

## Статут відзнаки
Почесна відзнака Миколаївської міської ради «Хрест Святого Миколая» встановлена з метою відзначення військовослужбовців, працівників правоохоронних органів, військовослужбовців сил цивільної оборони, волонтерів, інших осіб за особисту мужність, самовідданість та героїзм, виявлені під час виконання завдань у ході антитерористичної операції, громадянського обов'язку в умовах, пов'язаних із ризиком для життя, за особливі заслуги у справі захисту населення і територій від надзвичайних ситуацій, запобігання цим ситуаціям, ліквідації їх наслідків, за видатні заслуги у військовій, державній, громадській та інших сферах суспільної діяльності області або держави.
Рішення про нагородження відзнакою приймає голова обласної ради шляхом видання відповідного розпорядження
Відзнакою нагороджуються громадяни України.
Особу може бути нагороджено відзнакою лише один раз. Повторно відзнака не вручається. Особі, яка нагороджується, вручається нагрудний знак та посвідчення встановленого зразка.
Допускається нагородження особи посмертно. У цьому випадку відзнаку отримують члени сім'ї загиблого.
Вручення нагрудного знака та посвідчення проводиться, як правило, в обстановці урочистості та широкої гласності. Нагрудні знаки та посвідчення до них вручаються головою обласної ради або за його дорученням іншими особами.
Позбавлення нагрудного знака проводиться відповідно до розпорядження голови обласної ради за вчинки, несумісні з принципами етики та моралі. Нагрудний знак з посвідченням, що належали особі, позбавленій нагороди, підлягають поверненню до обласної ради.

## Опис почесної відзнаки «Хрест Святого Миколая»
Аверс медалі складається з синього хреста — символу віри та християнської релігії, на якому зображено золоту митру на двох навхрест покладених ціпках, яка є фрагментом герба Миколаївської області. На реверсі медалі в центральній частині зроблено напис «Хрест Святого Миколая». У верхній частині зображено малий Державний герб України. В нижній частині зазначається номер медалі. 
Планка медалі оформлена стрічкою яка виконана у синіх, жовтих та білих кольорах, що символізують прапор Миколаївської області.

## Послідовність розміщення почесної відзнаки
Особи, удостоєні відзнаки, носять нагрудні знаки до них з правого боку грудей, які розміщуються після знаків державних нагород України.